# Albert Buining
Albert Frederik Hendrik Buining (Groningen, 25 augustus 1901 – Utrecht, 9 mei 1976) was een Nederlands politicus en botanicus.
Hij werd geboren als zoon van Roelof Buining (1871-1952, notaris) en Hendrika Johanna Hermina van Schagen (*1880). Midden 1930 werd hij de plaatsvervangend gemeentesecretaris van Leusden en in 1938 volgde hij J. Boeschoten op als gemeentesecretaris van Leusden en Stoutenburg. In de zomer van 1959 werd Buining de burgemeester van die gemeenten als opvolger van de eerder dat jaar overleden C.F. de Roo van Alderwerelt. Formeel ging Buining in september 1966 met pensioen maar hij bleef bij beide gemeenten tot april 1968 aan als waarnemend burgemeester.

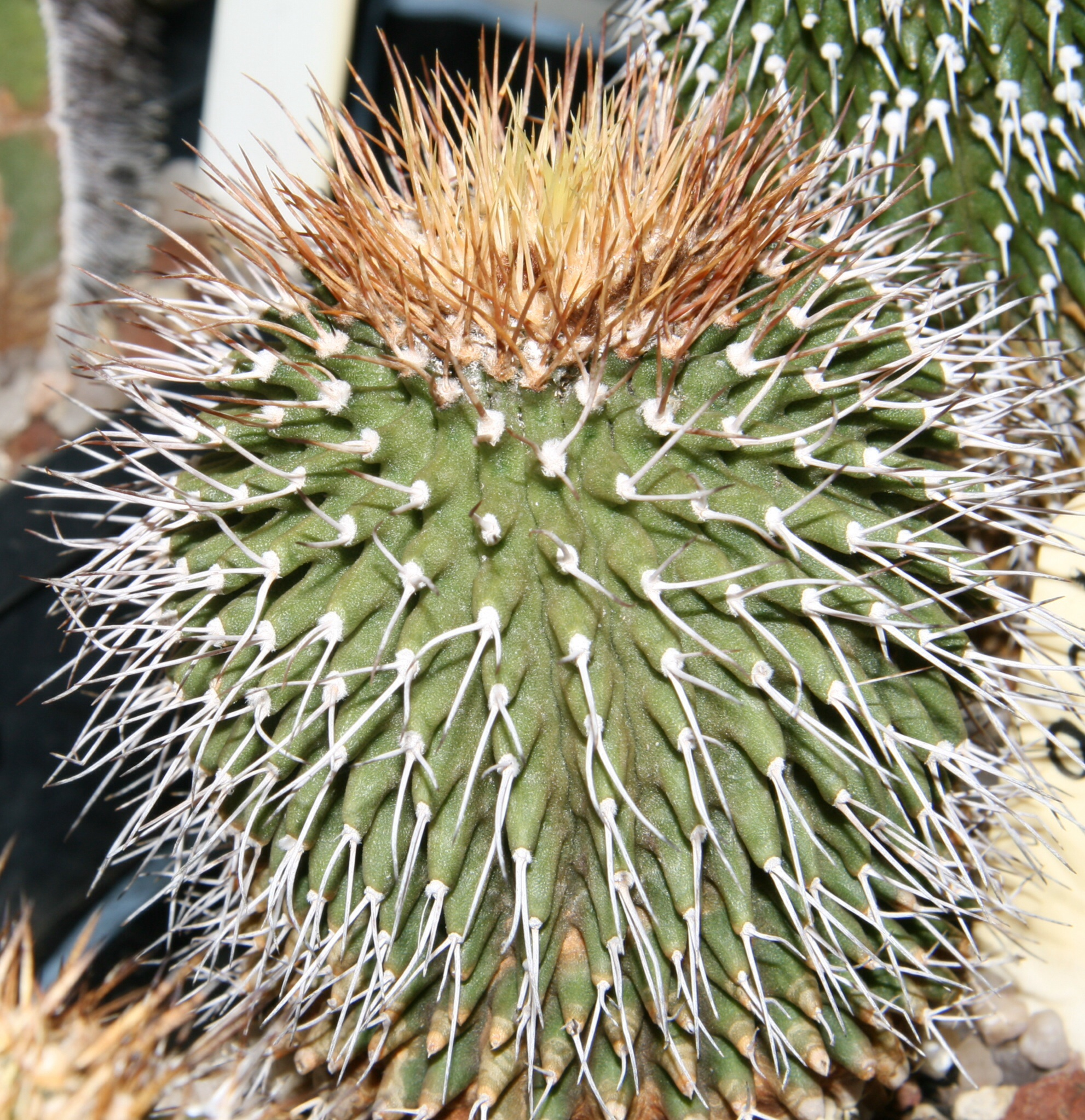
Uebelmannia gummifera

Als botanicus hield hij zich bezig met cactussen en zijn standaardafkorting is Buining. Van 1940 tot 1968 was hij voorzitter van de Nederlandse cactusvereniging 'Succulenta'. Het geslacht Uebelmannia is door hem vernoemd naar de Zwitser Werner Uebelmann.
In 1976 overleed Buining op 74-jarige leeftijd.
- Author citation (botany): Buining
- International Standard Name Identifier: 0000 0003 9452 670X
- Nederlandse Thesaurus van Auteursnamen: 070994218
- Virtual International Authority File: 289007508
- WorldCat: E39PBJm4Qg8wyMBcjJHpF4BdcP